# Arius acutirostris
Arius acutirostris (лат.) — вид лучепёрых рыб из семейства ариевых. Впервые был описан Фрэнсисом Дэем в 1877 году. 
Обитает в пресной и солоноватой воде в низовьях рек и эстуариях. Встречается в бассейнах рек Салуин и Иравади в Мьянме и в устье реки Крабури в Таиланде. Длина рыбы доходит до 40 см. Объект рыболовства среди местных жителей.